# Rivière Kuugajaraapik
La rivière Kuugajaraapik est un affluent de la rive nord de la rivière Arnaud, laquelle se déverse sur le littoral ouest de la baie d'Ungava. La rivière Kuugajaraapik coule vers l'est sur le plateau de l'Ungava, dans la toundra arctique, dans le territoire non organisé de Rivière-Koksoak, de la région du Nunavik, dans la région administrative du Nord-du-Québec, au Québec, au Canada.
Le territoire de la rivière Kuugajaraapik est administré par l’Administration régionale Kativik. Ce territoire se situe dans la province naturelle de la péninsule d'Ungava.

## Géographie
Les bassins versants voisins de la rivière Kuugajaraapik sont :
- côté nord : rivière Groust, rivière Lepellé ;
- côté est : rivière Arnaud ;
- côté sud : rivière Arnaud, lac Rahin, lac Qarliujaariik ;
- côté ouest : lac Isiuralittaalik, lac pitammarik.

Le lac Isiuralittaalik (longueur : 3,9 km) constitue le principal plan d'eau traversé par la rivière Kuugajaraapik ; le courant traverse ce lac (vers le sud-est) sur 3,7 km, jusqu'à son embouchure situé au sud. De là, la rivière coule sur 17,4 km vers le sud-est, puis vers l'est, jusqu'à son embouchure.
La rivière rivière Kuugajaraapik coule vers l'est plus ou moins en parallèle (du côté sud) à la rivière Lepellé, pour se déverser sur la rive ouest de la rivière Arnaud. L'embouchure de la rivière Kuugajaraapik est située à 4,4 km en amont de l'embouchure de la rivière Lepellé.

## Toponymie
Le toponyme rivière Kuugajaraapik a été officialisé le 12 février 1973 à la Commission de toponymie du Québec.